# 37次想你
《37次想你》（英語：Forget All Remember）中国大陆爱情片，导演和编剧均是郭廷波，主演付辛博、白冰、傅颖、吉杰等。

## 剧情
该片讲述四川省成都市的大厨韩小乐（付辛博饰）与妹妹韩小悠（傅颖饰）自驾游来到丝绸之路的西南古镇里的爱情故事。

## 演出
| 演员   | 角色   | 备注                     |
| 付辛博 | 韩小乐 | 职业厨师，爱好旅游和泡妞 |
| 白冰   | 吕雯   |                          |
| 傅颖   | 韩小悠 | 韩小乐的妹妹             |
| 谭维维 |        |                          |
| 吉杰   |        |                          |
| 李彧   |        |                          |
| 钟伟强 |        | 父亲                     |

## 制作
2013年9月16日，该片在四川省大邑县安仁古镇开机。该片也在云南省丽江市、大理市取景。

## 上映
该片在2014年12月24日平安夜上映。